# 프란시스코 바라요
프란시스코 바라요(Francisco Varallo, 1910년 2월 5일 - 2010년 8월 30일)는 아르헨티나의 축구선수이다. 1930년 제1회 우루과이 월드컵에 아르헨티나 대표선수로 참가했다. 1930년 7월 30일 우루과이 수도 몬테비데오의 센테나리오 경기장에서 93,000명이 운집한 가운데 열린 우루과이와 아르헨티나의 결승전에도 공격수로 선발출장했다. 그는 2010년에 100세의 나이로 타계했다. 사망 당시, 우루과이 월드컵의 모든 참가 선수를 통틀어 최후 생존자였다. 사망 수개월전에, 국제축구연맹(FIFA)과 가진 특별 인터뷰에서 "우루과이 월드컵 출전은 내 인생 최고의 경험"이라고 소회했다. 평생에서 가장 아쉬웠던 순간 역시 "우루과이 월드컵에서 우승을 놓친 일"이라고 소회했다.
2010년 2월 5일, 100세 생일을 맞이해서 아르헨티나 축구 국가대표팀에서 기념 유니폼을 선물했으며 이 유니폼은 등번호가 100번이었다.

## 플레이 스타일
기예르모 스타빌레가 워낙 괴물같이 빨라서 잘 드러나지 않았지만 역시 주력이 우수했다. 그리고 체구가 단단하고 볼 컨트롤이 우수해서 스타빌레가 상대 선수 등 뒤로 가서 슈팅을 한다면 바라요는 상대 사이를 비집고 들어가서 슈팅을 하는 스타일이었다.
상대 골키퍼를 전혀 겁내지 않고 슛이 정확하기로 유명했는데 페널티킥 22번 중 18번을 성공시킬 정도로 페널티킥 실력이 매우 뛰어났다.